# Passé composé
Il passé composé è un tempo verbale della lingua francese corrispondente in italiano al passato prossimo. È una forma composta: si ottiene utilizzando i verbi ausiliari être e avoir ("essere" e "avere") e il participio passato del verbo principale.
- Je suis allé à la plage: "Io sono andato alla spiaggia".
- J'ai acheté un livre: "Io ho comprato un libro".

Le regole di scelta tra passato prossimo e imperfetto sono le stesse che in latino, in italiano o in spagnolo.

## Coniugazione

### Formazione del participio
Esistono alcuni meccanismi per formare il participio passato dei verbi regolari a partire dall'infinito. La regola è basata sulla coniugazione: innanzitutto, si deve sapere che i verbi francesi si dividono in tre gruppi (coniugazioni):
- 1º gruppo: comprende tutti i verbi che terminano per -er;
- 2º gruppo: comprende tutti i verbi che terminano per -ir;
- 3º gruppo: comprende tutti i verbi che terminano per -re oppure -oir.

Per formare il participio passato, le desinenze sono le seguenti:
- Per i verbi del 1º gruppo si sostituisce -er con -é (es. parler - parlè: "parlare", "parlato").
- Ai verbi del 2º gruppo si sostituisce -ir con -i (es. finir - fini: "finire", "finito").
- La formazione del participio del 3º gruppo è di solito irregolare (vu, été, eu per indicare l'italiano "visto", "stato", "avuto"), anche se spesso la terminazione è -u.

In ogni caso, la forma verbale resta accentata sull'ultima sillaba, come di consueto in francese.

### Genere e numero
L'accordo secondo il genere (maschile o femminile) e numero (singolare o plurale) è analogo a quello dell'italiano:
| Numero    | Genere    | Suffisso | Esempio                          |
| --------- | --------- | -------- | -------------------------------- |
| Singolare | maschile  | -        | Il est allé. "È andato"          |
| Singolare | femminile | -e       | Elle est allée. "È andata"       |
| Plurale   | maschile  | -s       | Ils sont allés. "Sono andati"    |
| Plurale   | femminile | -es      | Elles sont allées. "Sono andate" |

In altre parole: al participio femminile si accorda al soggetto aggiungendo la "e" se l'ausiliare è essere; per il participio plurale vale lo stesso discorso (con l'aggiunta di s). Come in italiano, si accorda eccezionalmente con l'ausiliare avere se l'ausiliare viene preceduto da un pronome oggetto:
- Je l'ai achetée; l'ho comprata.
- Je les ai achetés; li ho comprati.

L'accordo è obbligatorio con il pronome relativo
- Je mange les pommes que j'ai achetées
- Mangio le mele che ho comprato/comprate,

ma a differenza di quanto accada in italiano manca con il pronome en:
- Les pommes? J'en ai mangé deux.
- Le mele? Ne ho mangiate due.

I verbi riflessivi, come in italiano, richiedono l'accordo, ma solo se il pronome riflessivo è complemento oggetto; avremo dunque:
- Elle s'est lavée
- Si è lavata, ma
- Elle s'est lavé les mains
- Si è lavata le mani.

Nel secondo esempio, infatti, se (oppure si) indicano il complemento di termine e quindi in francese non richiedono l'accordo del participio.

### Verbo ausiliare
Rispetto al passato prossimo italiano, formazione ed uso restano analoghi. In genere, il verbo ausiliare è lo stesso, anche se alcuni verbi come être, coûter, durer, manquer, plaire, vivre richiedono sempre, a differenza dei corrispondenti italiani, il verbo avere per la coniugazione; i verbi modali richiedono sempre avoir (Il a voulu rester: è voluto restare).

## Negazione ed espressioni di quantità
La negazione si forma con il verbo ausiliare compreso tra le particelle ne e pas. Si avrà dunque il soggetto, seguito dal ne e poi dall'ausiliare, seguito a sua volta da pas e dal participio:
- Je n'ai pas mangé, nous ne sommes pas venues
- Non ho mangiato, non siamo venute.

Cambia rispetto all'italiano la posizione di rien (niente) quando la parola non è seguita da particolari specificazioni: secondo la grammatica francese, la stessa posizione di pas è infatti occupata da operatori di negazione come rien, jamais, plus:
- Je n'ai jamais volé, je n'ai rien dit, il n'est plus venu, on n'a rien fait, on n'a fait rien de beau
- Non ho mai rubato, non ho detto niente, lui non è più venuto, non si è fatto niente, non si è fatto niente di bello.

Valgono considerazioni simili per avverbi di quantità come beaucoup oppure trop (troppo): j'ai beaucopu mangé, mais tu as trop bu (io ho mangiato molto, ma tu hai bevuto troppo).

## Esempi

### Verbi regolari
- Primo gruppo

Parler, "parlare":
- J'ai parlé
- Tu as parlé
- Il a parlé / Elle a parlé / On a parlé
- Nous avons parlé
- Vous avez parlé
- Ils ont parlé
- Elles ont parlé.

- Secondo gruppo

Finir, "finire":
- J'ai fini
- Tu as fini
- Il a fini / Elle a fini / On a fini
- Nous avons fini
- Vous avez fini
- Ils ont fini
- Elles ont fini.

- Terzo gruppo

Vendre, "vendere":
- J'ai vendu
- Tu as vendu
- Il/ Elle/ On a vendu
- Nous avons vendu
- Vous avez vendu
- Ils / Elles ont vendu.

### Verbi ausiliari
Avoir, "avere":
- j'ai eu
- tu as eu
- il a eu
- elle a eu
- on a eu
- nous avons eu
- vous avez eu
- ils ont eu
- elles ont eu

Être, "essere":
- j'ai été
- tu as été
- il a été
- elle a été
- on a été
- nous avons été
- vous avez été
- ils ont été
- elles ont été

### Alcune forme irregolari del participio passato
Elenco di alcune forme irregolari tra le più frequenti:
```
acquérir:    
acquis
      (acquistato)
apprendre:   
appris
      (appreso)
atteindre:   
atteint
     (incontrato)
avoir:       
eu
          (avuto)
boire:       
bu
          (bevuto)
comprendre:  
compris
     (compreso, capito)
conduire:    
conduit
     (guidato)
connaître:   
connu
       (conosciuto)
construire:  
construit
   (costruito)
courir:      
couru
       (corso)
couvrir:     
couvert
     (coperto)
craindre:    
craint
      (temuto)
croire:      
cru
         (creduto)
décevoir:    
déçu
        (deluso)
découvrir:   
découvert
   (scoperto)
devoir:      
dû
          (dovuto)
dire:        
dit
         (detto)
écrire:      
écrit
       (scritto)
être:        
été
         (stato)
faire:       
fait
        (fatto)
instruire:   
instruit
    (istruito)
joindre:     
joint
       (raggiunto, congiunto)
lire:        
lu
          (letto)
mettre:      
mis
         (messo)
offrir:      
offert
      (offerto)
ouvrir:      
ouvert
      (aperto)
paraître:    
paru
        (apparso)
peindre:     
peint
       (dipinto)
pouvoir:     
pu
          (potuto)
prendre:     
pris
        (preso)
produire:    
produit
     (prodotto)
recevoir:    
reçu
        (ricevuto)
savoir:      
su
          (saputo)
souffrir:    
souffert
    (sofferto)
surprendre:  
surpris
     (sorpreso)
suivre:      
suivi
       (seguito)
tenir:       
tenu
        (tenuto)
vivre:       
vécu
        (vissuto)
voir:        
vu
          (visto)
```

Le forme qui presentate si coniugano tutte con il verbo avoir. Esempio: J'ai vu (ho visto), tu as vécu (tu hai/sei vissuto), il a tenu (ha tenuto).
Tra i pochi verbi irregolari che si coniugano con être, avremo:
```
mourir:       
mort
       (morto)
naître:       
né
         (nato)
venir:        
venu
       (venuto)
```

Il risultato sarà dunque elle est morte, nous sommes nés, vous êtes venus eccetera.